# Halaelurus buergeri
Halaelurus buergeri es una especie de peces de la familia Scyliorhinidae en el orden de los Carcharhiniformes.

## Morfología
• Los machos pueden llegar alcanzar los 49 cm de longitud total.

## Hábitat
Es un pez de mar y de clima subtropical que vive entre 80-100 m de profundidad.

## Distribución geográfica
Se encuentra en el Japón la China y Taiwán.